# Armoiries du Territoire de la capitale australienne
Les Armoiries du Territoire de la capitale australienne ou Armoiries de Canberra furent créées par le Département du Commonwealth aux affaires intérieures en 1927, en réponse à la requête du département à la défense, qui voulait l'utiliser dans la nouvelle commission HMAS Canberra.
En avril 1928, le design fut créé par Mr C. R. Wylie après concours et envoyé au Collège des Armoiries à Londres, pour approbation. À ce moment les armoiries ne contenaient pas de devise. Après quelques modifications mineures, le collège approuva le dessin le 8 octobre 1928 et elles furent officiellement adoptées le 7 novembre 1928 avec une crête.

## Symbolisme
- la couronne symbolise le Gouverneur général d'Australie, autorité vice-royale;
- la masse d'arme symbolise le Parlement d'Australie;
- l'épée symbolise l'Australian Defence Force;
- le château possédant trois tours, symbolise les trois branches du gouvernement (exécutive, législative et judiciaire);
- la rose blanche est l'emblème du Duc d'York, qui a inauguré le Parlement d'Australie en 1927;
- la herse symbolise là aussi le parlement, elle est devenue le symbole du Palais de Westminster (qui abrite le Parlement du Royaume-Uni);
- derrière la herse, on peut voir un arbre, qui symbolise le surnom de Canberra : "The Bush Capital";
- les tenants sont un Cygne noir, qui représente les Aborigènes d'Australie, et un cygne européen (blanc) qui représente les colons européens.
- sur une ceinture d'or, on peut lire la devise « For the King, the Law and the People ».